# Ludwig August von Fallon
Ludwig August svobodný pán von Fallon (27. listopadu 1776 Namur, Rakouské Nizozemí – 4. září 1828 Vídeň, Rakouské císařství) byl rakouský generál, významný zeměměřič a kartograf. Byl významným členem dvorské komise pro úpravu daně pozemkové (Grundsteuer-Hofkommission) a autorem instrukcí pro vojenskou i katastrální triangulaci (Instruktion der Militär- und Katastral-Triangulierungsdirektion).

## Původ a vojenská kariéra
Narodil se dne 27. listopadu 1776 v Namuru (bývalé rakouské Nizozemí – nyní Belgie) v rodině státního úředníka a byl vychován v římsko-katolické víře. Již v mladém věku přišel Fallon do Vídně, kde studoval Vojenskou inženýrskou akademii.
Od počátku studií měl Fallon zvláštní zájem o topografii, zeměměřictví a kartografii. Po dokončení studia na akademii v roce 1796 byl jako kadet povolán do inženýrských jednotek (Ingenieur-Korps) a již 1. srpna 1797 byl povýšen do hodnosti poručíka (Leutnant). Fallon byl nejprve přidělen na výstavbu obranných prvků města Ráb (Györ), poté na stavbu opevnění Mannheimu. V roce 1798 vedl stavbu pevnosti v Braunau am Inn. Kromě toho zlepšil v tomto roce měřicí přístroj pro metodu měřického stolu, což umožnilo přesnější a rychlejší mapování. Na svůj měřicí přístroj kladl Fallon tyto požadavky: snadná manipulace a obsluha a také dobrá přeprava v terénu.
Roku 1799 byl Fallon povolán na opevňovací práce na spodním Innu a Salzachu. V roce 1800 byl přidělen ke štábu generálního ubytovatele (Generalquartiermeisterstab) v Německu a v roce 1803 jmenován nadporučíkem (Oberleutnant). S povýšením na kapitána (Hauptmann) v roce 1805 byl převelen do generálního štábu (Generalstab). Další povýšení následovala v roce 1808 na majora (Major), v roce 1809 na podplukovníka (Oberstleutnant), v roce 1813 na plukovníka (Oberst) a roku 1825 na generálmajora (Generalmajor). Během své vojenské kariéry se zúčastnil tažení v letech 1796, 1799, 1800 a 1805 proti Napoleonově armádě. Od roku 1809 sloužil Fallon ve štábu arcivévody Karla Rakouského, kde byl zodpovědný za opevňovací práce. V období 1813 až 1815 byl zaměstnán na velitelství (Hauptquartier) Karla Filipa Schwarzenberga, kde odváděl důležitou službu při velkoměřítkovém mapování. V roce 1814 obdržel vyznamenání Pour le Mérite (Za zásluhy).

## Fallon jako topograf a kartograf
Fallon byl významným topografem a kartografem. Od roku 1806 se jako spolutvůrce účastnil druhého vojenského mapování – Františkova. Toto druhé vojenské mapování habsburských dědičných zemí probíhající v letech 1806–1869 bylo určeno především pro vojenské účely. Oproti josefskému mapování (také nazýváno prvním vojenským mapováním) je toto mapování přesnější. Topografickému mapování předcházelo budování triangulace, která byla poprvé systematicky aplikována právě Fallonem. Nejprve byl plánovaný jeden souřadnicový systém, později bylo rozhodnuto o využití souřadnicových systémů stabilního katastru. Mapové listy byly vykresleny v měřítku 1:28 800. Fallonovým cílem bylo vybudovat natolik kvalitní triangulaci, aby bylo možné následně sestavit mapu celé rakouské monarchie. Jako délkovou základnu triangulace zvolil úsek Wiener Neustadt-Neunkirchen.
Fallonovy zájmy se tehdy rozšířili i na jiné obory matematiky a vojenství. Poprvé vystoupil na nejvyšší horu monarchie – Ortler s barometrem. Určil tedy výšku díky měření tlaku vzduchu. Fallonovo výškové měření bylo přesné i díky zohlednění povětrnostního faktoru. Jako první navrhl uvádět v rakouských mapách výškové kóty, přičemž jako výchozí bod výškových měření určil hladinu moře.
Od roku 1811 působil Fallon jako zástupce ředitele výpočetní kanceláře (Kalkülbüro) spadající pod triangulační komisi (Triangulierungskomission). Kromě toho byl hrabětem Radeckým jmenován profesorem na škole generálního štábu (Generalstabsschule). V roce 1816 byl jmenován ředitelem astronomicko-trigonometrických měření rakouských území s výjimkou Lombardsko-Benátska, Dalmácie a pobřeží Jaderského moře. Roku 1825 převzal vedení vojenské triangulační komise (Militärische-Triangulierungskommission). V těchto funkcích propojil vojenská měření s civilními.
Pod Fallonovým vedením byly vyhotoveny geodetické základy na velké části rakouského císařství. Jednalo se o:
- zaměření 300 bodů prvního řádu a určení jejich přesné zeměpisné šířky a délky,
- výpočet rohů souřadnic více než 200 mapových listů,
- redukce výškových rozdílů mezi geodetickými body na velké část Čech, Moravy, Dolního Rakouska a Vnitřních Rakous,
- matematické vyrovnání triangulačních sítí se zohledněním fyzikálních nepřesností měření (refrakce) přibližně na 1000 měření,
- vedení seznamu triangulačních bodů s údaji o souřadnicích, směrovém uzávěru a místopisem bodu a
- zavedení výškových kót do tiskových předloh topografických map.[2]

Jako významný člen dvorské komise pro úpravu pozemkové daně se zasloužil roku 1817 o počátek triangulace pro stabilní katastr. Zkušební triangulace byla prováděna pod Fallonovým vedením v okolí Mödlingu. Zkušební měření čtvereční míle mezi Mödlingem a městem Brunn začalo v květnu 1817. Začátkem roku 1818 vytvořil plán zavedení katastrální triangulace a účastnil se jednání o vzniku Litografického ústavu ve Vídni. Fallon podporoval zavedení litografie vynalezené Aloisem Senefelderem.
Roku 1817 také vytvořil přehledový list rakouské monarchie pro mapovací sekce měřítka 1:28 800 a atlasové listy 1:144 000. 
Roku 1821 požádal o souhlas ke zveřejnění svých výsledků rakouské triangulace. Toto dílo mělo být vydáno pod názvem: Archiv der astronomisch-trigonometrischen Vermessung der k.k. österreichischen Staaten. Nach den Acten der k.k. Militär- und Catastral-Triangulierungs-Direction. Fallon musel dílo rozdělit na 4 části: 1. Hypsometrie von Österreich in zwei Teilen, 2. Entwicklung des trigonometrischen Netzes, 3. Beschreibung aller gemachten astronomischen Beobachtungen a 4. Geschichte der astronomisch-trigonometrischen Vermessung in den österreichischen Staaten. Do roku 1828 byla vytištěna pouze první část, druhá část díla byla připravena k tisku. Ve své závěti určil Fallon kapitána Felixe Freisauffa von Neudegg jako svého nástupce ve věci vydání svého díla.
Proto jako hlavní publikované dílo je považována mapa Das österreichische Kaiserthum mit beträchtlichen Teilen der angrenzenden Staaten v měřítku 1:864 000 rozkládající se na 9 listech. Tato mapa z roku 1822 byla vydána na příkaz prezidenta dvorské válečné rady knížete ze Schwarzenberka. Po zrevidování roku 1860 vyšla tato mapa i v rozšířeném vydání roku 1867. Kromě toho byla vydána přehledná mapa Rakouska v měřítku 1:1 728 000.
Byl prvním kartografem v Rakousku, který provedl triangulaci na celém území státu. Tím výrazně přispěl k dalšímu rozvoji zeměměřictví a mapování. Ludwig August von Fallon zemřel dne 4. září roku 1828 ve Vídni.

## Dílo
- Beschreibung eines einfachen Instruments zur Erleichtung des Situationdetails, 1802
- Hypsometrie von Österreich. Aus trigonometrischen Nivellirungen hergeleitet und nach den Acten der k.k. Militär- und Cadastral-Triangulierung bearbeitet